# Route nationale 77 (France)
Pour les articles homonymes, voir Route nationale 77.
La route nationale 77, ou RN 77, est une route nationale française reliant Auxerre à Troyes (avant 2006 Châlons-en-Champagne). La section entre Auxerre et Troyes fait partie du grand contournement de Paris, et à ce titre n'est pas déclassée par le décret du 5 décembre 2005.
Avant les déclassements de 1972, cette route possédait également des tronçons de Nevers à Auxerre d'une part, et de Châlons-en-Champagne (alors Châlons-sur-Marne) à la frontière franco-belge au nord de Sedan d'autre part.

## Tracé

### De Nevers à Clamecy
Ce tronçon de l'ancienne RN 77 a été déclassé en RD 977 dans les années 1970. Il passait par :
- Nevers
- Coulanges-lès-Nevers
- Forge Neuve, commune de Coulanges-lès-Nevers
- Passage sous l’A77
- La Chaume au Cul rond, commune de Coulanges-lès-Nevers
- La Grippe, commune de Coulanges-lès-Nevers
- Urzy
- Guérigny
- Poiseux

Zone de danger (50 km/h)
- Sichamps
- Prémery
- Gipy, commune de Giry
- Giry
- Montigny, commune de Giry
- Arzembouy
- Champlemy
- Varzy

Il ne faut pas confondre le tracé de la RD 977 et celui de la RN 151.
- Courcelles
- Corvol-l'Orgueilleux
- Clamecy

### De Clamecy à Auxerre
Ce tronçon a tronc commun avec la RN 151. Il passe par :
- Coulanges-sur-Yonne
- Courson-les-Carrières

Zone de danger (90 km/h) à Merry-Sec
- Merry-Sec
- Gy-l'Évêque
- Vallan
- Auxerre

### D'Auxerre à Châlons-en-Champagne

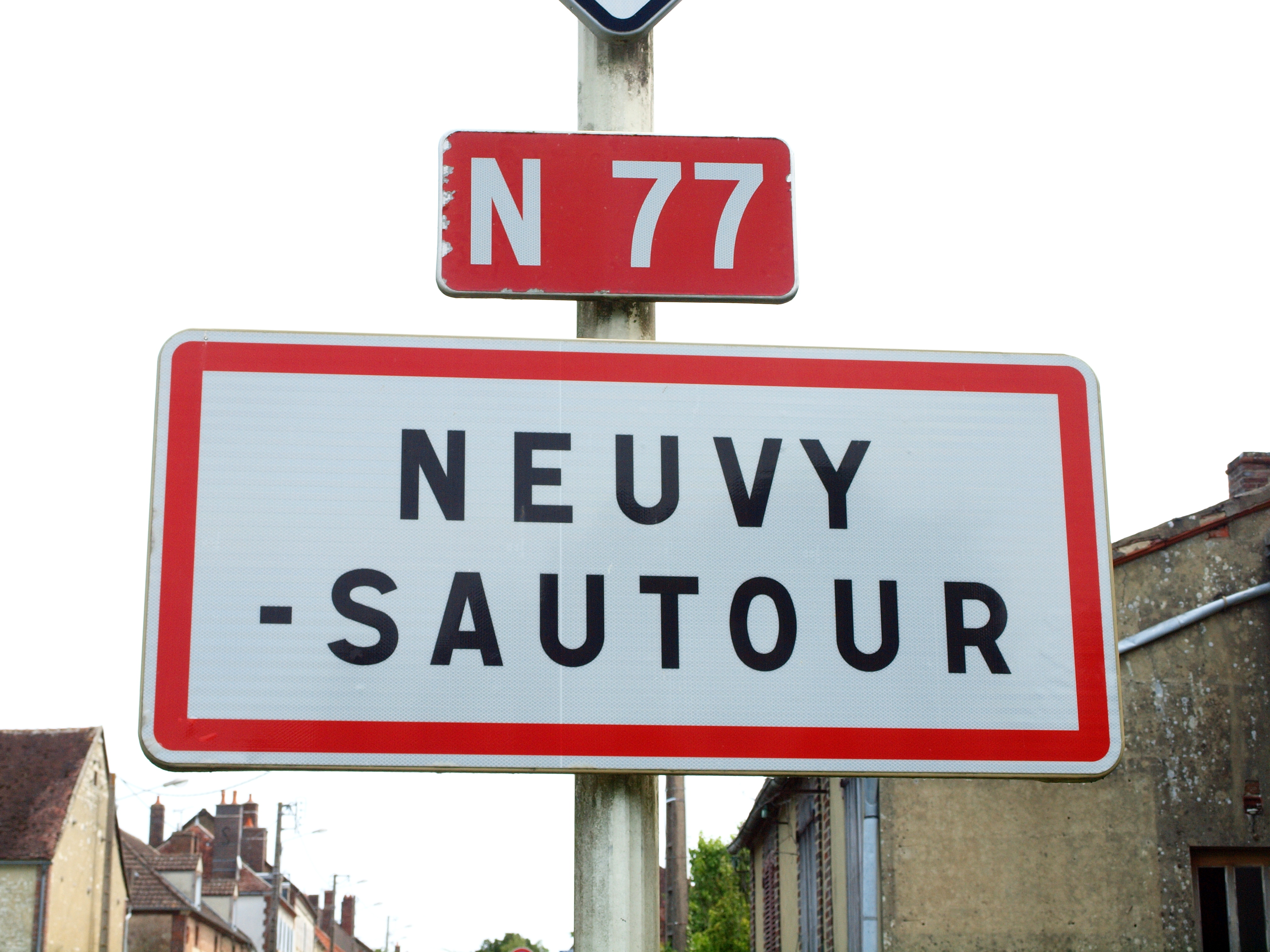
Panneau d'agglomération de la RN 77 à Neuvy-Sautour.

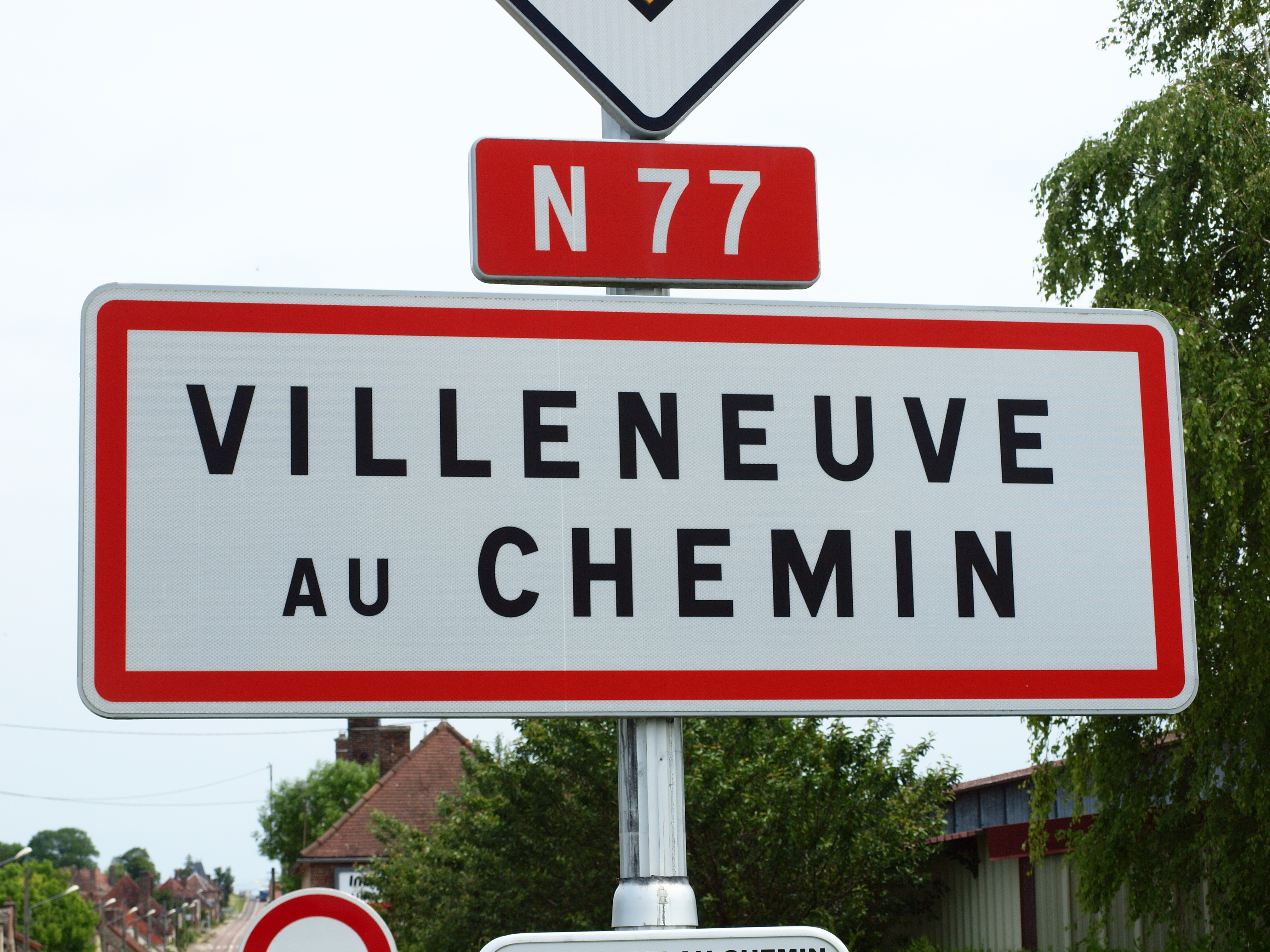
Panneau d'agglomération de la RN 77 à Villeneuve-au-Chemin.

Ce tronçon est d'origine. Les communes traversées sont :
- Auxerre (km 110)
- Jonches et Les Archies, commune de Monéteau
- Passage par-dessus l’A6
- Villeneuve-Saint-Salves
- Montigny-la-Resle
- Pontigny (km 128)
- Lordonnois, commune de Ligny-le-Châtel
- Vergigny

Zone de danger (90 km/h)
- Saint-Florentin (km 139)
- Neuvy-Sautour
- Lasson

Entrée dans la région Champagne-Ardenne, département de l’Aube
- Coursan-en-Othe
- Villeneuve-au-Chemin
- Auxon
- Chamoy
- Le Cheminot, commune de Crésantignes
- Villery
- Bouilly (km 173)

Zone de danger (90 km/h) à Souligny
- Passage par-dessus l’A5
- Chevillèle, commune de Saint-Germain

Zone de danger (90 km/h) à Saint-Germain
- Saint-Germain
- Saint-André-les-Vergers
- Devient RD 677
- Troyes (km 186)
- Massonville, commune de Sainte-Maure

Zone de danger (90 km/h)
- Feuges
- Aubeterre
- Voué
- Arcis-sur-Aube (km 214)
- La Folle Godot, commune d’Herbisse
- Mailly-le-Camp

Entrée dans le département de la Marne
- Devient RD 977
- Sommesous (km 238)
- Aéroport de Vatry
- Vatry
- Passage par-dessus l’A26
- Châlons-en-Champagne (km 263)

### De Châlons-en-Champagne à la Belgique

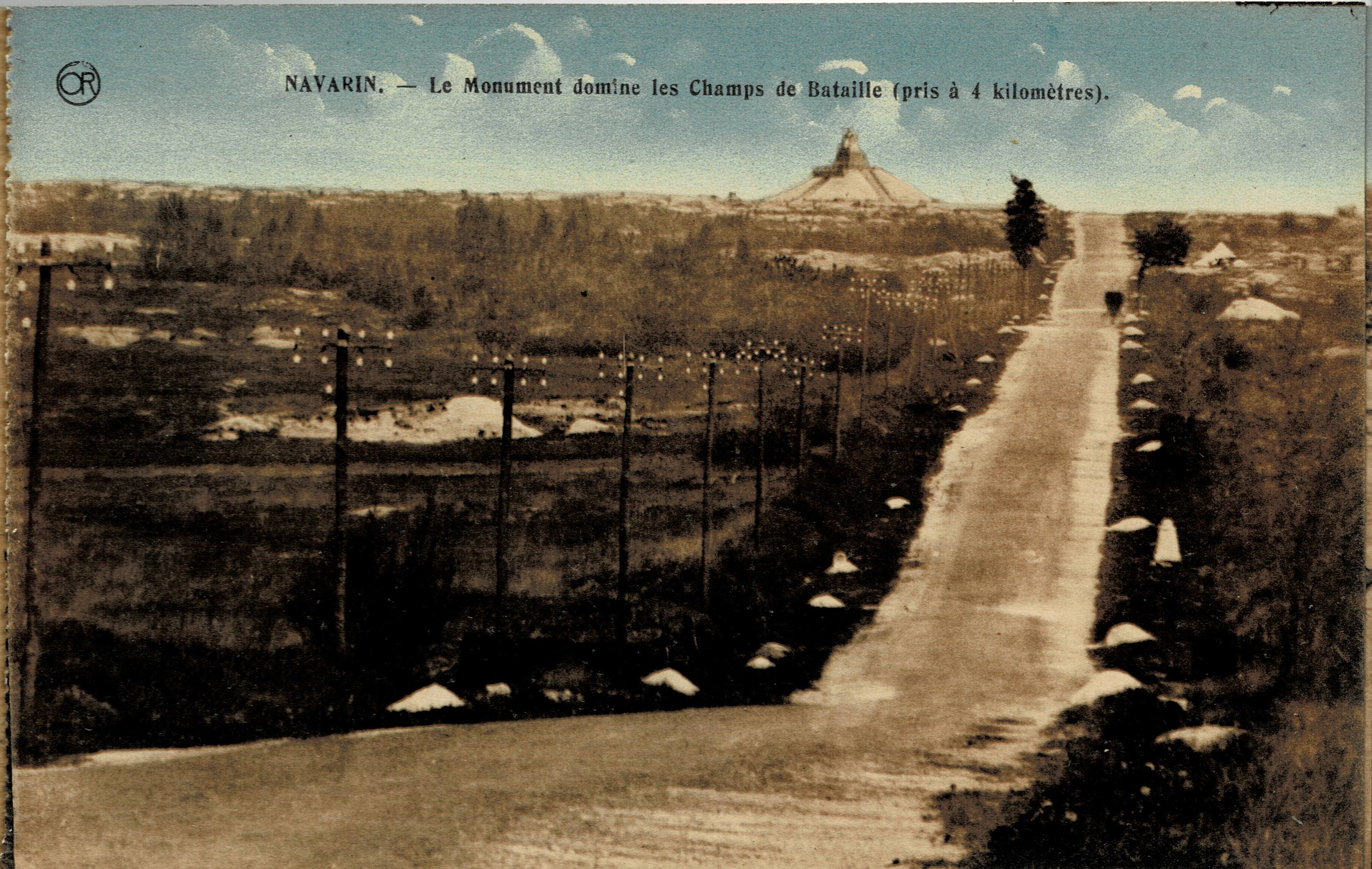
La route nationale 77, entre Souain & Sommepy, en 1927

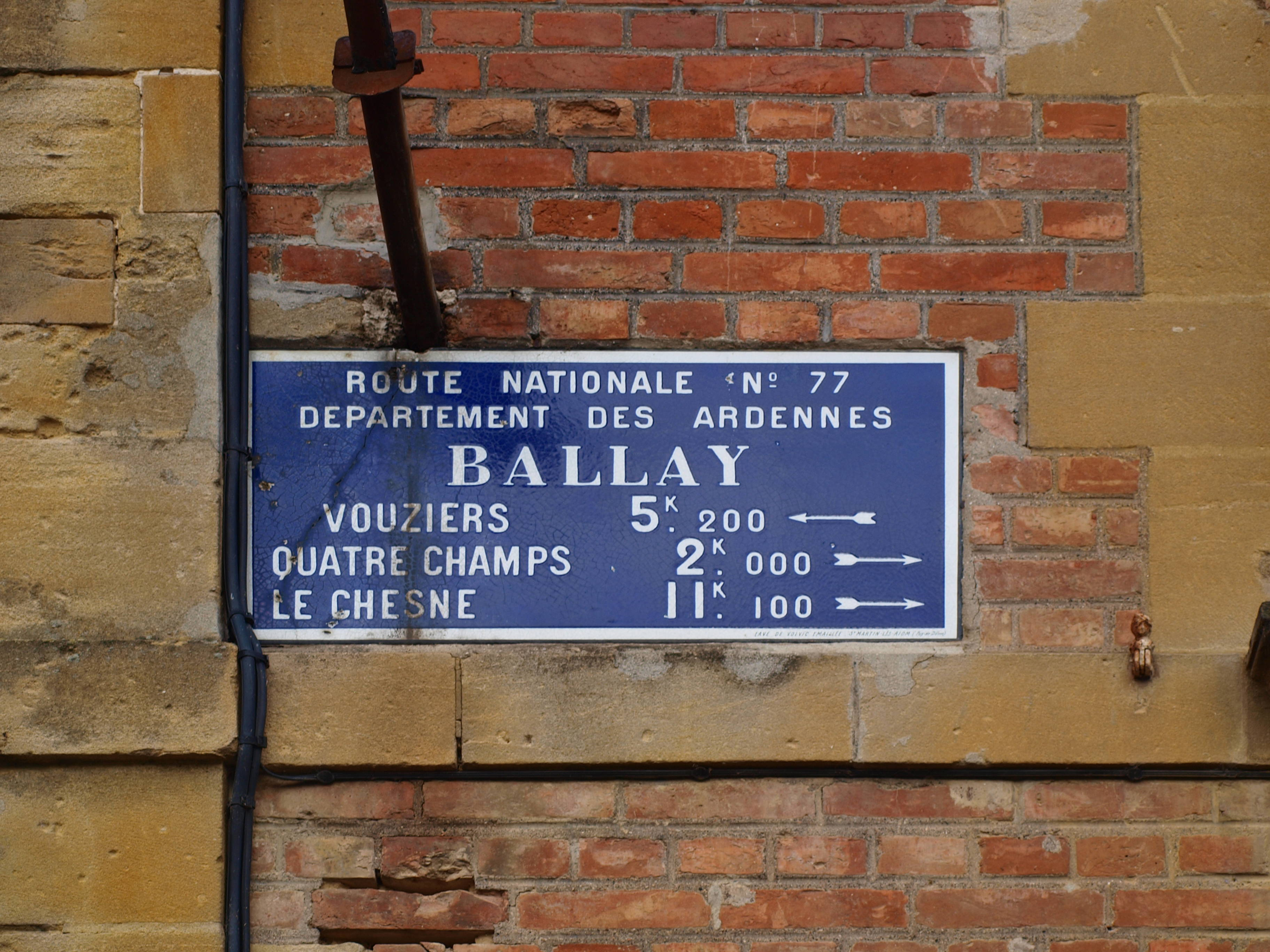
Plaque de l'ex-RN 77 à Ballay

Ce tronçon a été déclassé en RD 977 dans les années 1970. Il passait par :
- Saint-Étienne-au-Temple
- Passage sous l’A4
- Suippes
- Souain-Perthes-lès-Hurlus
- Sommepy-Tahure
- Entrée dans le département des Ardennes
- Mazagran, commune de Tourcelles-Chaumont

De Mazagran à Vouziers, tronc commun avec la RN 46
- Vouziers
- Ballay
- Quatre-Champs
- Le Chesne
- Tannay
- Chémery-sur-Bar
- Chéhéry
- Cheveuges
- Wadelincourt
- Passage sous l’A34
- Sedan

À Sedan, tronc commun avec la RN 43
- Givonne
- La Chapelle

De La Chapelle à la frontière belge, tronc commun avec la RN 58
- Frontière belge

## Déclassements en 2006
- Aube : D 677 de Troyes à la limite départementale de la Marne
- Marne : D 977
- Ardennes : D 977
- Nièvre : D 977 de Nevers à Clamecy

## Culture
La nationale 77, dans son tronçon de Troyes à Saint-Florentin, est évoquée à plusieurs reprises dans le film Le Pacha de Georges Lautner, avec Jean Gabin (1968) ; elle y constitue un des lieux majeurs de l'action.